# 韩俊卿
韩俊卿（1916年—1966年），女，河北雄县人，中国河北梆子表演艺术家，中国戏剧家协会理事，中国戏剧家协会天津分会副主席，第二、三、四届全国政协委员。